# Arrondissement di Rambouillet
L'arrondissement di Rambouillet /ʀɑ̃buˈjɛ/ è una suddivisione amministrativa francese, situata nel dipartimento degli Yvelines e nella regione dell'Île-de-France.

## Composizione
L'arrondissement di Rambouillet raggruppa 81 comuni in 5 cantoni:
- cantone di Chevreuse, che comprende 13 comuni:
  - Cernay-la-Ville, Chevreuse, Choisel, Dampierre-en-Yvelines, Lévis-Saint-Nom, Magny-les-Hameaux, Le Mesnil-Saint-Denis, Milon-la-Chapelle, Saint-Forget, Saint-Lambert, Saint-Rémy-lès-Chevreuse, Senlisse e Voisins-le-Bretonneux.
- cantone di Maurepas, che comprende 4 comuni:
  - Coignières, Élancourt, Maurepas e La Verrière.
- cantone di Montfort-l'Amaury, che comprende 29 comuni:
  - Auteuil, Autouillet, Bazoches-sur-Guyonne, Béhoust, Beynes, Boissy-sans-Avoir, Flexanville, Galluis, Garancières, Goupillières, Grosrouvre, Jouars-Pontchartrain, Marcq, Mareil-le-Guyon, Méré, Les Mesnuls, Millemont, Montfort-l'Amaury, Neauphle-le-Château, Neauphle-le-Vieux, La Queue-les-Yvelines, Saint-Germain-de-la-Grange, Saint-Rémy-l'Honoré, Saulx-Marchais, Thoiry, Le Tremblay-sur-Mauldre, Vicq, Villiers-le-Mahieu e Villiers-Saint-Frédéric.
- cantone di Rambouillet, che comprende 18 comuni:
  - Auffargis, La Boissière-École, Les Bréviaires, Émancé, Les Essarts-le-Roi, Gambaiseuil, Gazeran, Hermeray, Mittainville, Orcemont, Orphin, Le Perray-en-Yvelines, Poigny-la-Forêt, Raizeux, Rambouillet, Saint-Hilarion, Saint-Léger-en-Yvelines e Vieille-Église-en-Yvelines.
- cantone di Saint-Arnoult-en-Yvelines, che comprende 17 comuni:
  - Ablis, Allainville, Boinville-le-Gaillard, Bonnelles, Bullion, La Celle-les-Bordes, Clairefontaine-en-Yvelines, Longvilliers, Orsonville, Paray-Douaville, Ponthévrard, Prunay-en-Yvelines, Rochefort-en-Yvelines, Saint-Arnoult-en-Yvelines, Saint-Martin-de-Bréthencourt, Sainte-Mesme e Sonchamp.